# Schönwalde-Dorf

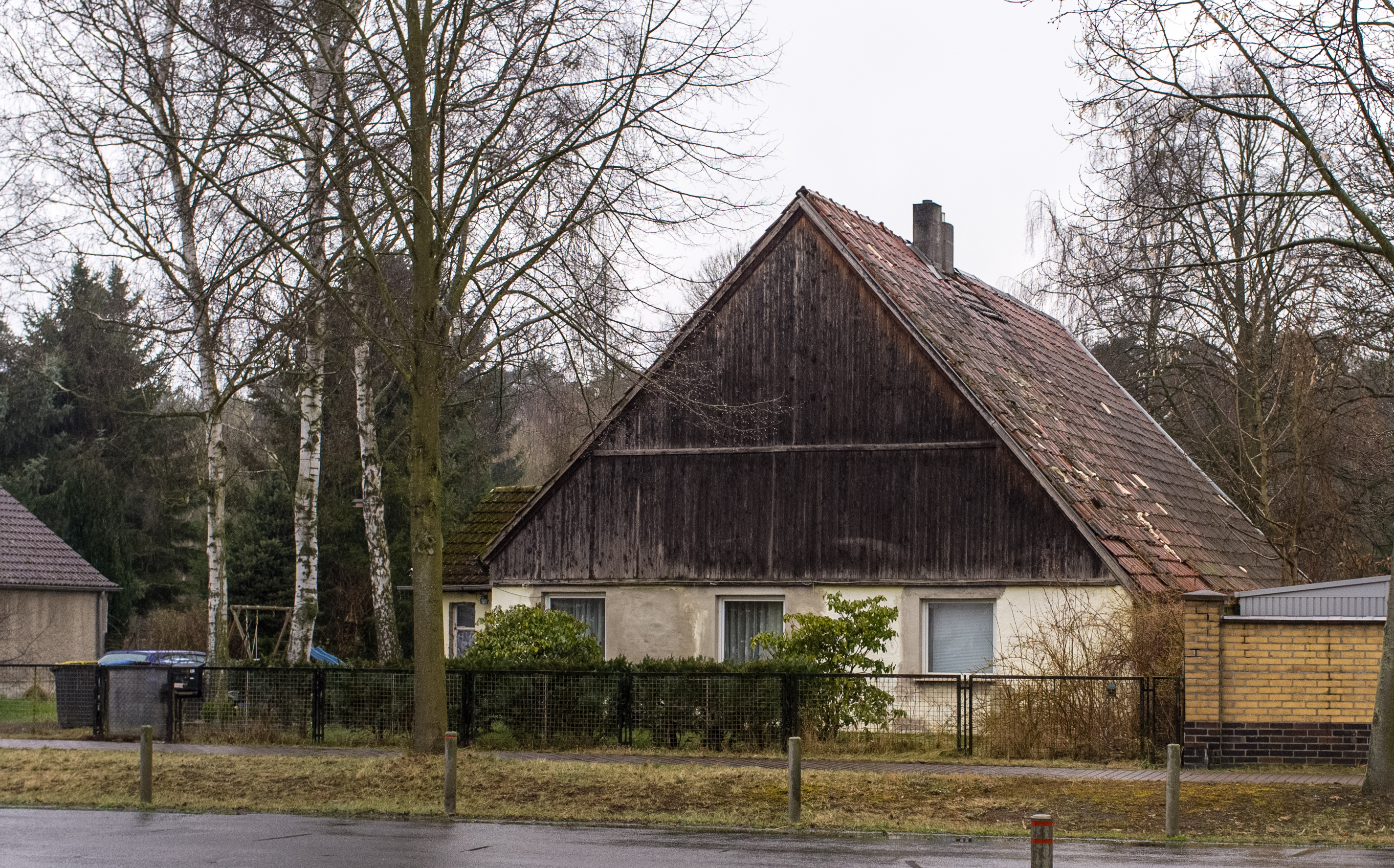
Fachwerkhaus Dorfstraße 17

Schönwalde-Dorf (als Gemeinde bis 2003 Schönwalde) ist ein Ortsteil der Gemeinde Schönwalde-Glien im Landkreis Havelland in Brandenburg. 2017 lebten hier 960 Einwohner. Er liegt wenige Kilometer westlich der Stadtgrenze von Berlin.

## Geschichte
Von 1437 ist die älteste Erwähnung des Ortes als Schonenwalde erhalten, in einem Lehensprozess zwischen den Familien von Redern und von Hake. 1708 wurde ein neues Herrenhaus durch Dorothea Dorothea von Rosey (1671–1734), Tochter des Franz von Meinders, nach Plänen von Andreas Schlüter gebaut, 1737 eine neue Kirche. Dorothea Dorothea von Rosey war mit den späteren Generalmajor und Grundbesitzer auf mehreren märkischen Gütern Imbert Rollaz du Rosey verheiratet.
Nachfolgend kam Gut Schönwalde in den Besitz der ursprünglich aus Bremen stammenden Familie von Risselmann, vertreten durch den Consul Johann Conrad (von) Risselmann (1670–1747). Er wurde in den Adelsstand erhoben. Sein Sohn Konrad (Conrad) Ludwig von Risselmann (1710–1779), respektive der Enkel Friedrich Conrad Daniel von Risselmann (1751–1811) ließen das Herrenhaus umgestalten. Die Risselmann traten nachweislich auch als Stifter und Wohltäter auf, respektive waren aktiv im Johanniterorden. Nach dem 1879 erstmals amtlich publizierten General-Güteradressbuch der Provinz Brandenburg gehörte Gut Schönwalde Major Karl von Risselmann (1820–1885), verheiratet mit Marie von Krause. Das kreistagsfähige Rittergut mit Brennerei hatte einen Umfang von 1288 ha. Davon waren 657 ha Forsten. Das Gut war verpachtet an Ober-Amtmann Koch. Gutserbe wurde der Sohn, Oberregierungsrat, Rittmeister a. D. Hugo von Risselmann. Er war auch vortragender Rat im Ministerium des Königlichen Hauses, liiert mit Charlotte Gräfin Finck von Finckenstein, Wohnsitz in Berlin. Der einflussreiche Beamte, zeitweise Kammerherr, war als Gutsherr ebenso Forstwirt.
Kurz vor der großen Weltwirtschaftskrise um 1929/1930 ist die Umfangsgröße des Rittergutes der Familie von Risselmann 1212 ha. Die Leitung des Gutsbetriebes für Oberinspektor Schultze und Förster Schwager.
1932 wurde Schönwalde-Siedlung ein eigenständiger Ortsteil. 1935 verkauften die Erben von Risselmann Gut Schönwalde an die Stadt Berlin. Karl-Heinrich von Risselmann mit Ehefrau und sein Bruder Friedrich von Risselmann-Görbitsch wohnten aber 1939 noch in Schönwalde. Für den Zeitraum von 1945 bis 1951 gibt es im BLHA einen Aktenbestand zur Enteignung der Familie von Risselmann.
Am 26. Oktober 2003 schloss sich Schönwalde im Zuge einer Gemeindereform mit den Nachbargemeinden Grünefeld, Paaren im Glien, Pausin, Pernewitz und Wansdorf zu der neuen Gemeinde Schönwalde-Glien zusammen.

## Politik

### Wappen
| Wappen von Schönwalde-Dorf | Blasonierung: „Gespalten von Silber und Blau; vorn ein halber grüner Laubbaum, hinten pfahlweise zwei stürzende silberne Schwäne.“ |
| Wappen von Schönwalde-Dorf | Wappenbegründung: Das Wappen von Schönwalde wurde auf Grundlage von Siegelbildern aus den 1940er Jahren neu geschaffen. Das Wappen wurde von Christian Gering und Lutz Lüders aus Schönwalde-Dorf gestaltet und am 14. März 1995 durch das Ministerium des Innern genehmigt. |

### Flagge
Die Flagge wurde von Christian Gering und Lutz Lüders aus Schönwalde-Dorf gestaltet und am 14. März 1995 durch das Ministerium des Innern genehmigt.
Die Flagge ist Grün – Weiß – Blau (1:1:1) gestreift (Querform: Streifen waagerecht verlaufend, Längsform: Streifen senkrecht verlaufend) und auf den grün - weißen Streifen mit dem Wappen belegt (bei Querform: zum Flaggenmast, Längsform: im oberen Drittel des Banners hin verschoben).

## Sehenswürdigkeiten und Kultur
- Dorfkirche, 1737 neu gebaut, mit Barockausstattung
- ehemalige Gutsanlage mit Herrenhaus von 1708 und Wirtschaftsgebäuden, heute Restaurant und Unterkunft
- kreativ Verein im Fachwerkhaus Dorfstraße 17
- ehemaliger Fliegerhorst am Erlenbruch, seit 2019 Erschließung als Siedlung für bis zu 3000 Einwohner[15]